# Ehrenberg (badisches Adelsgeschlecht)

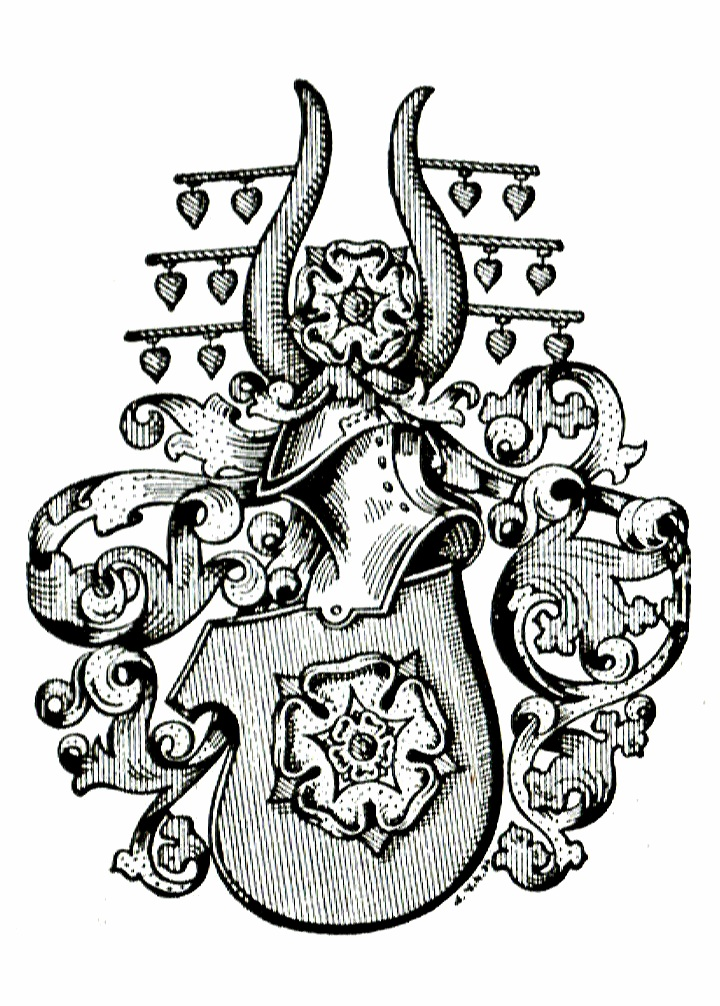
Wappen derer von Ehrenberg

Die Herren von Ehrenberg waren eine Seitenlinie des Hauses Baden, die von Karl August von Baden-Durlach, dem vormaligen Vormund des Markgrafen und späteren Großherzogs Karl Friedrich abstammt.

## Geschichte
Markgraf Karl August hatte eine Beziehung zu der um 40 Jahre jüngeren Hofdame Juliane Schmid von Schloss Oberwössingen. In der Literatur wird teils eine Heirat um 1773 angenommen, teils wird von einer unehelichen Beziehungen ausgegangen, da kein Beleg für die Heirat gefunden wurde. Die Kinder erhielten den Namen von Ehrenberg.
Per 30. Dezember 1858 erfolgte durch Großherzog Friedrich eine Anerkennung des Adelsstandes der in badischem Dienst stehenden Offiziere Hugo und Adolf von Ehrenberg. Aus der Tatsache, dass der Großherzog 1858 in anderen Fällen Freiherrn und Adelsstand bestätigte ist zu schließen, dass die von Ehrenberg nie in den Freiherrenstand erhoben wurden. Dies hätte seinerzeit – wie bei Carl Friedrich Hermann von Freystedt – auch durch den Kaiser erfolgen müssen.

## Wappen

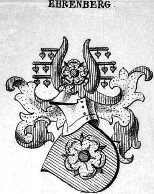
Wappen derer von Ehrenberg

In Rot eine goldene Rose mit grünen Samen und grünen Kelchblättern.
Die Rose haben auch die von Freystedt als auch die von Freydorf in ihrem Wappen. Der Turnierkragen taucht ebenso bei den morganatischen Grafen von Rhena auf. Die Helmzier der von Freystedt ist bis auf die Rosenfarbe identisch mit der der von Ehrenberg.

## Stammliste (Auszug)
- Markgraf Karl August von Baden-Durlach mit Juliane Schmid (* 22. Mai 1753; † 1815)
  - Christoph August von Ehrenberg (1773–1839)[7]
  - August von Ehrenberg (1776–1813); bei den badischen Truppen der Großen Armee Napoleons in Russland gefallen[8][9]
  - Wilhelmine von Ehrenberg (1780–1854) ⚭ 1804 Oberst Ludwig von Cancrin (1773–1812)[10]
  - Karl Ernst Ludwig von Ehrenberg (1783–1817) ⚭ 1809 Friederike Christine Eleonore von Massenbach (1786–1855)[11]
    - Emma (1810–1879)
    - Adolf (1811–1862) ⚭ Maria Grasselli[12][13][14]
      - Alfred Carl (1846–1907); preußischer Hauptmann[15][16]
      - Emma Marie Adolphine (1847–1920) ⚭ Ravan Göler von Ravensburg
        - Sigmund Göler von Ravensburg[17]

      - Friedrich Joseph Anton (1854–1918);

    - Hugo (1815–1861)[18]

  - Ludwig Friedrich von Ehrenberg († 1786 in Durlach)[19]
  - Karoline Auguste von Ehrenberg (* 1781 in Durlach)[19]
  - Katharina Ludowika von Ehrenberg (1785–1806)[19]

## Andere Familien von Ehrenberg
Zu dem 1647 ausgestorbenen Adelsgeschlecht derer von Ehrenberg und den bis Ende des 14. Jahrhunderts urkundlich nachweisbaren  Herren von Ehrenberg gibt es keine Verbindung. Auch die Bayer von Ehrenberg stehen in keiner Beziehung zu den von Ehrenberg,
ebenso nicht die Gfrörer von Ehrenberg, deren Stammmutter eine uneheliche Tochter des Fürsten Konstantin zu Hohenzollern-Hechingen war und die 1849 nobilitiert wurden.